# 누명 (2016년 영화)
《누명》(Strangled)은 헝가리에서 제작된 아르파드 소프시츠 감독의 2016년 스릴러, 범죄 영화이다. 카롤리 하이덕 등이 주연으로 출연하였고 가버 페렌치 등이 제작에 참여하였다.
이 영화는 공산당 치하에 있던 1960년대의 헝가리의 연쇄살인에 관한 이야기를 다룬다.

## 출연

### 주연
- 카롤리 하이덕

### 조연
- 가보 야스베레니
- 졸트 앙거
- 피테르 바르나이
- 졸트 트릴
- 모니카 발사이

## 기타
- 미술: 리타 테브니
- 미술: 아르파드 소프시츠
- 세트: 주자 호르베스
- 의상: 조지이 자칵스